# Грін-Гарбор (Массачусетс)
Грін-Гарбор (англ. Green Harbor) — переписна місцевість (CDP) в США, в окрузі Плімут штату Массачусетс. Населення — 2609 осіб (2010).

## Географія
Грін-Гарбор розташований за координатами 42°4′37″ пн. ш. 70°39′24″ зх. д. / 42.07694° пн. ш. 70.65667° зх. д. (42.076956, -70.656594).  За даними Бюро перепису населення США в 2010 році переписна місцевість мала площу 5,07 км², з яких 4,65 км² — суходіл та 0,42 км² — водойми.

## Демографія
Згідно з переписом 2010 року, у переписній місцевості мешкало 2609 осіб у 1001 домогосподарстві у складі 720 родин. Густота населення становила 515 осіб/км².  Було 1309 помешкань (258/км²).
Расовий склад населення:
| - 98,3 % — білих - 0,3 % — корінних американців - 0,2 % — азіатів - 0,1 % — чорних або афроамериканців |

До двох чи більше рас належало 0,7 %. Частка іспаномовних становила 1,5 % від усіх жителів.
За віковим діапазоном населення розподілялося таким чином: 23,8 % — особи молодші 18 років, 62,9 % — особи у віці 18—64 років, 13,3 % — особи у віці 65 років та старші. Медіана віку мешканця становила 44,4 року. На 100 осіб жіночої статі у переписній місцевості припадало 94,3 чоловіків;  на 100 жінок у віці від 18 років та старших — 89,2 чоловіків також старших 18 років.
Середній дохід на одне домашнє господарство  становив 105 605 доларів США (медіана — 85 893), а середній дохід на одну сім'ю — 122 180 доларів (медіана — 103 333). За межею бідності перебувало 2,2 % осіб, у тому числі 1,9 % дітей у віці до 18 років та 2,9 % осіб у віці 65 років та старших.
Цивільне працевлаштоване населення становило 1578 осіб. Основні галузі зайнятості: науковці, спеціалісти, менеджери — 19,3 %, освіта, охорона здоров'я та соціальна допомога — 18,3 %, мистецтво, розваги та відпочинок — 15,7 %.